# Завар
Завар (на словашки: Zavar) е село в окръг Търнава, Търнавски край, западна Словакия. Населението му е 2396 души.
Разположено е на 137 m надморска височина, на 9 km източно от град Търнава. Площта му е 13,95 km². Кмет на селото е Лукаш Сохор.